# Kepler-69
Kepler-69 là một ngôi sao loại G, ngôi sao này có 2 hành tinh quay quanh. Ngôi sao có khối lượng 0,81 khối lượng Mặt Trời và bán kính 0,93 bán kính Mặt Trời. Nó có nhiệt độ bề mặt là 5638 K và tuổi ước tính khoảng 400 triệu năm, có nghĩa là nó có thể đã kết thúc sự hình thành hành tinh. Để so sánh, Mặt Trời khoảng 4,6 tỷ năm tuổi và có nhiệt độ bề mặt là 5778 K.
Độ sáng biểu kiến của ngôi sao, hoặc mức độ sáng của nó khi nhìn từ Trái Đất là 13,7, nghĩa là Kepler-69 quá mờ để có thể nhìn thấy bằng mắt thường.

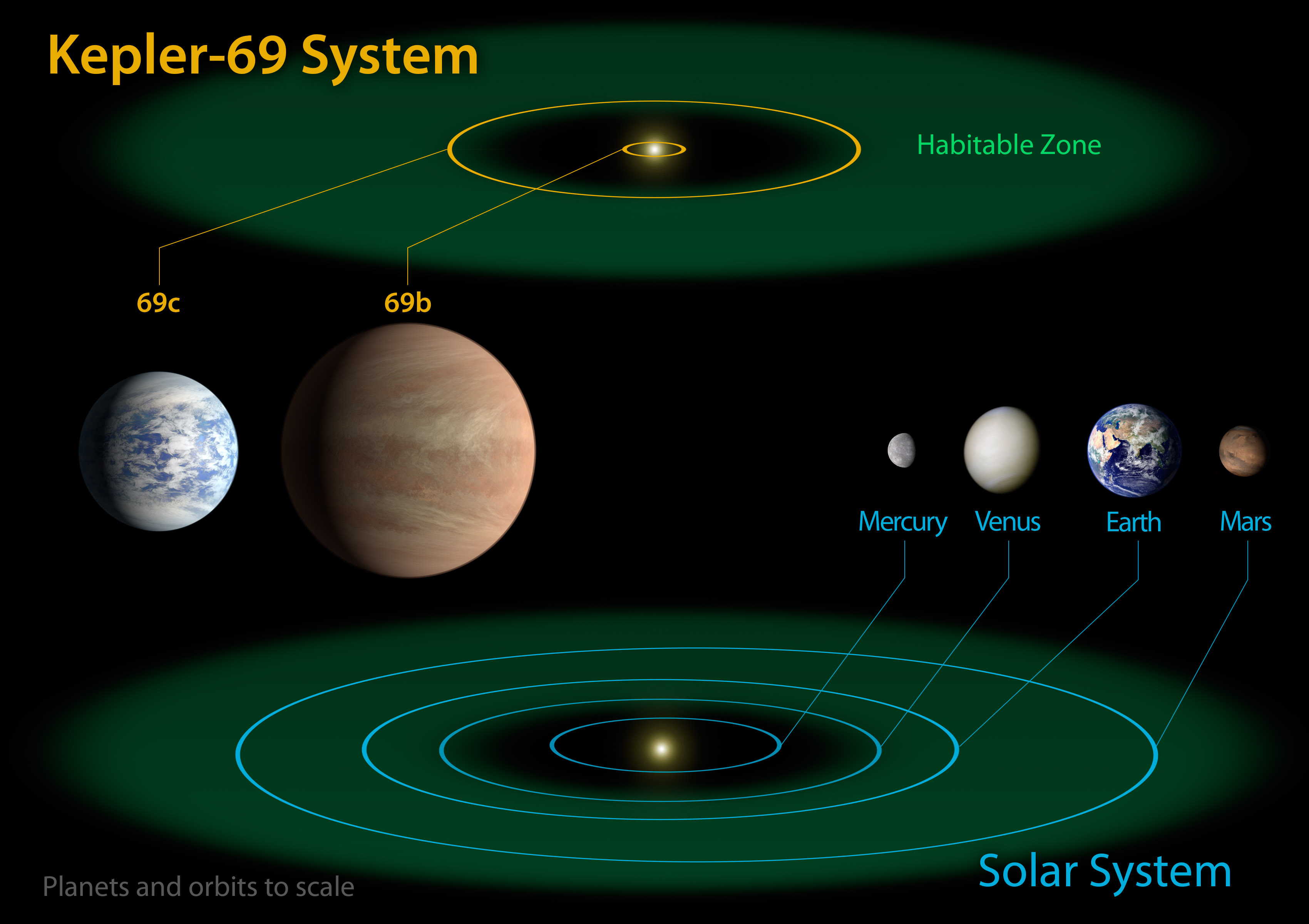
Hệ hành tinh Kepler-69

| Thiên thể đồng hành (thứ tự từ ngôi sao ra) | Khối lượng | Bán trục lớn (AU) | Chu kỳ quỹ đạo (ngày)     | Độ lệch tâm    | Độ nghiêng     | Bán kính        |
| ------------------------------------------- | ---------- | ----------------- | ------------------------- | -------------- | -------------- | --------------- |
| b                                           | ? M🜨       | 0094+0023 −0016   | 13722341+0000035 −0000036 | 016+017 −00010 | 8962+026 −045° | 224+044 −029 R🜨 |
| c                                           | ~6 M🜨      | 064+015 −011      | 2424613+00059 −00064      | 014+018 −010   | 8585+003 −008° | 171+034 −023 R🜨 |